# 1098
| Calendário gregoriano                                                        | 1098 MXCVIII                                          |
| Ab urbe condita                                                              | 1851                                                  |
| Calendário arménio                                                           | 547 – 548                                             |
| Calendário bahá'í                                                            | -746 – -745                                           |
| Calendário budista                                                           | 1642                                                  |
| Calendário chinês                                                            | 3794 – 3795 Início a 4 de fevereiro (aproximadamente) |
| Calendário copta                                                             | 814 – 815                                             |
| Calendário etíope                                                            | 1090 – 1091                                           |
| Calendários hindus - Vikram Samvat - Calendário nacional indiano - Cáli Iuga | 1153 – 1154 1019 – 1020 4198 – 4199                   |
| Calendário Holoceno                                                          | 11098                                                 |
| Calendário islâmico                                                          | 491 – 492                                             |
| Calendário judaico                                                           | 4858 – 4859                                           |
| Calendário persa                                                             | 476 – 477                                             |
| Calendário rúnico                                                            | 1348                                                  |
| Calendário solar tailandês                                                   | 1641                                                  |

1098 (MXCVIII, na numeração romana) foi um ano comum do século XI do calendário juliano, da Era de Cristo, a sua letra dominical foi C (52 semanas), teve início a uma sexta-feira e terminou também a uma sexta-feira.
No território que viria a ser o reino de Portugal estava em vigor a Era de César que já contava 1136 anos.
| Ano completo                       |
| ---------------------------------- |
| Ano comum com início à sexta-feira |

## Eventos
- Data do primeiro documento escrito que comprova a existência da Villa quam de Auranca.
- Dagoberto de Pisa é nomeado representante do Papa Urbano II na corte de Afonso VI de Leão e Castela.
- Casamento de Afonso VI de Leão e Castela com Isabel, possivelmente a moura Zaida.
- Casamento de Pedro de Aragão com Maria Rodriguez de Bivar, filha de El Cid.
- Casamento de Godofredo I de Brabante com Ida de Chiny e Namur.
- Edgar da Escócia passa o controlo das ilhas Hébridas Interiores para Magno III da Noruega.
- Balduíno III sucede ao pai no condado de Hainaut.
- O Papa Urbano II confere o título primacial à Arquidiocese de Salerno-Campagna-Acerno pela bula pontifícia Singularis Semper.
- 21 de março - Fundação da Abadia de Cister.
- 28 de Março - Primeira menção do título de Conde de Trava num documento, referindo-se a Pedro Froilaz de Trava.
- 24 de Maio - Luís VI de França é armado cavaleiro.
- 1 de Julho - Eclipse total do Sol.
- Primeira Cruzada:
  - Balduíno I de Jerusalém funda o Condado de Edessa.
  - O Califado Fatímida reconquista a cidade de Jerusalém.
  - 2 de Junho - Conquista de Antioquia pelos cruzados.
  - 28 de Junho - Derrota de Querboga na Batalha de Antioquia.
  - Novembro a 12 de Dezembro - Cerco de Maarate Anumane.

## Nascimentos
- 16 de Setembro - Hildegarda de Bingen, compositora e religiosa alemã (m. 1179).
- Amadeu I de Genebra (m. 1178), conde de Genebra.

## Mortes
- 9 de Março - Teodoro de Edessa, governador arménio de Edessa.
- 1 de Agosto - Ademar de Monteil, bispo de Le Puy e legado papal na Primeira Cruzada.